# Eria pauciflora
Eria pauciflora är en orkidéart som beskrevs av Robert Wight. Eria pauciflora ingår i släktet Eria och familjen orkidéer. Inga underarter finns listade i Catalogue of Life.